# Contribution pour l'aide juridique
Lire en ligne

Lire sur Légifrance

La contribution pour l'aide juridique est une taxe française, en œuvre pour la dernière fois entre 2011 et 2014, destinée à financer partiellement l'aide juridique et limiter l'encombrement des juridictions.

## Historique

### Droit de timbre avant 1977
Jusqu'en 1977, les actes de justice sont soumis à un droit de timbre. L'article premier de la loi n° 77-1468 du 30 décembre 1977 instaure le principe de gratuité des actes de justice qui perdure une vingtaine d'années,.

### Droit de timbre entre 1994 et 2003
L'article 44 de la loi n° 93-1352 du 30 décembre 1993 ré-instaure un droit de timbre de 100 francs pour chaque requête devant une juridiction administrative. Entrée en vigueur le 1er janvier 1994, le droit du timbre a été rétabli pendant près de 10 ans. La remise en cause du principe de gratuité résulte d'une proposition du président de la commission des Lois, Pierre Mazeaud « d'une part, de dissuader les requérants de déposer des requêtes dont l'enjeu ou les chances de succès ne justifieraient pas le paiement de la somme symbolique de 100 francs et, d'autre part, de tempérer les flux de contentieux répétitifs, et notamment les recours-pétition, formés par un très grand nombre de requérants sur la base de requêtes types ».
L'ordonnance du 22 décembre 2003 supprime la taxe.

### Droit de timbre entre 2011 et 2014
L'article 54 de la loi n° 2011-900 du 29 juillet 2011 de finances rectificative pour 2011 ré-instaure à nouveau le droit de timbre fixé à 35 euros au prétexte que la réforme de la garde à vue approuvée par le Parlement en avril va entraîner une augmentation importante des rémunérations versées aux avocats au titre de l'aide juridique. Lors de la discussion du texte devant l'Assemblée, George Pau-Langevin condamne ce texte : 

« Une telle disposition est malvenue, d'autant que le Gouvernement essaie de justifier cette taxe supplémentaire en expliquant qu'il est obligé de prévoir des fonds pour financer la présence de l'avocat dès le début de la garde à vue. D'abord, si nous sommes dans cette situation, c'est que le Gouvernement a tardé plus que de raison à prévoir ce financement. (…) il est choquant de financer les gardes à vue, c'est-à-dire l'exercice par le Gouvernement d'un pouvoir régalien puisqu'il concerne la sécurité de nos concitoyens, par des contributions privées de personnes qui engagent des procédures civiles privées. »

Un peu plus de deux ans après son instauration, le timbre est supprimé par le gouvernement socialiste de Jean-Marc Ayrault. L'article 128 de la loi n° 2013-1278 du 29 décembre 2013 de finances pour 2014 abroge l'article 1635 bis Q du code général des impôts. Il est remplacé par trois taxes : sur les contrats d'assurance de protection juridique, les actes des huissiers et un droit fixe de procédure pénale dû par chaque condamné.

### Débat relancé en 2019
Six ans après sa suppression, le sujet controversé est remis à l'ordre du jour. Deux rapports consécutifs suggèrent de rétablir un droit de timbre.
Un rapport confidentiel de l'inspection générale de la Justice et de l'inspection générale des finances, sollicité par la garde des sceaux Nicole Belloubet, suggère de remettre en service le droit de timbre afin d'apporter environ 100 millions d'euros au budget actuel de 500 millions d'euros pour financer l'aide juridictionnelle. Le droit du timbre est également vu comme un moyen de décourager les procédures dilatoires ou abusives.
Le rapport d'information sur l'aide juridictionnelle publié le 23 juillet 2019 par la commission des lois de l'Assemblée nationale comporte trente-cinq propositions dont la création d'un droit de 50 euros pour saisir la justice civile ou administrative. Les auteurs du rapport n'ont pas tranché le cas des personnes éligibles à l'aide juridictionnelle. Naïma Moutchou propose de rétablir l'exonération totale comme entre 2011 et 2014 tandis que Philippe Gosselin propose une réduction de moitié du droit de timbre.

## Caractéristiques

### Redevables
La personne qui engage un procès en matière civile commerciale, prud'homale, sociale ou rural doit s'acquitter d'un droit du timbre.  La personne assignée et les personnes bénéficiaires de l'aide juridictionnelle n'ont pas à le régler.

### Bénéficiaire
Le produit de la taxe est affecté au conseil national des barreaux afin de payer les avocats effectuant des missions d'aide juridictionnelle par l'intermédiaire des caisses des règlements pécuniaires des avocats (CARPA).

### Produit
La contribution n'est plus due pour les instances introduites à partir du 1er janvier 2014.
| Année   | 2012  | 2013  | 2014  | 2015 | 2016 | 2017 |
| ------- | ----- | ----- | ----- | ---- | ---- | ---- |
| Produit | 54,39 | 51,08 | 27,84 | 0,27 | -    | 0,09 |